# Dolmen de la Maison des Fées

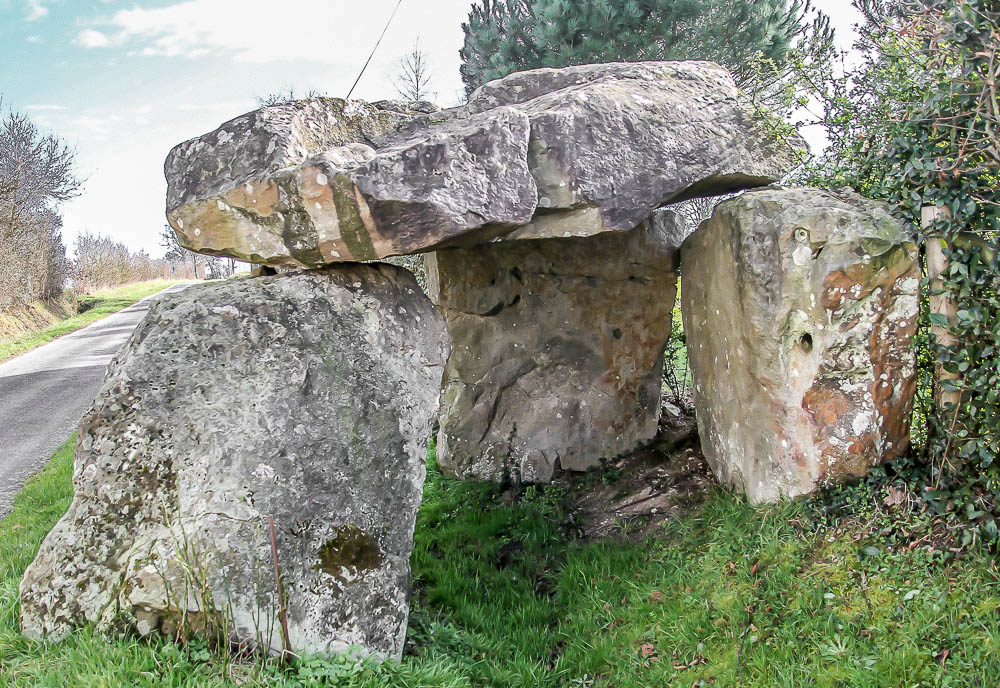
Dolmen de la maison des Fées

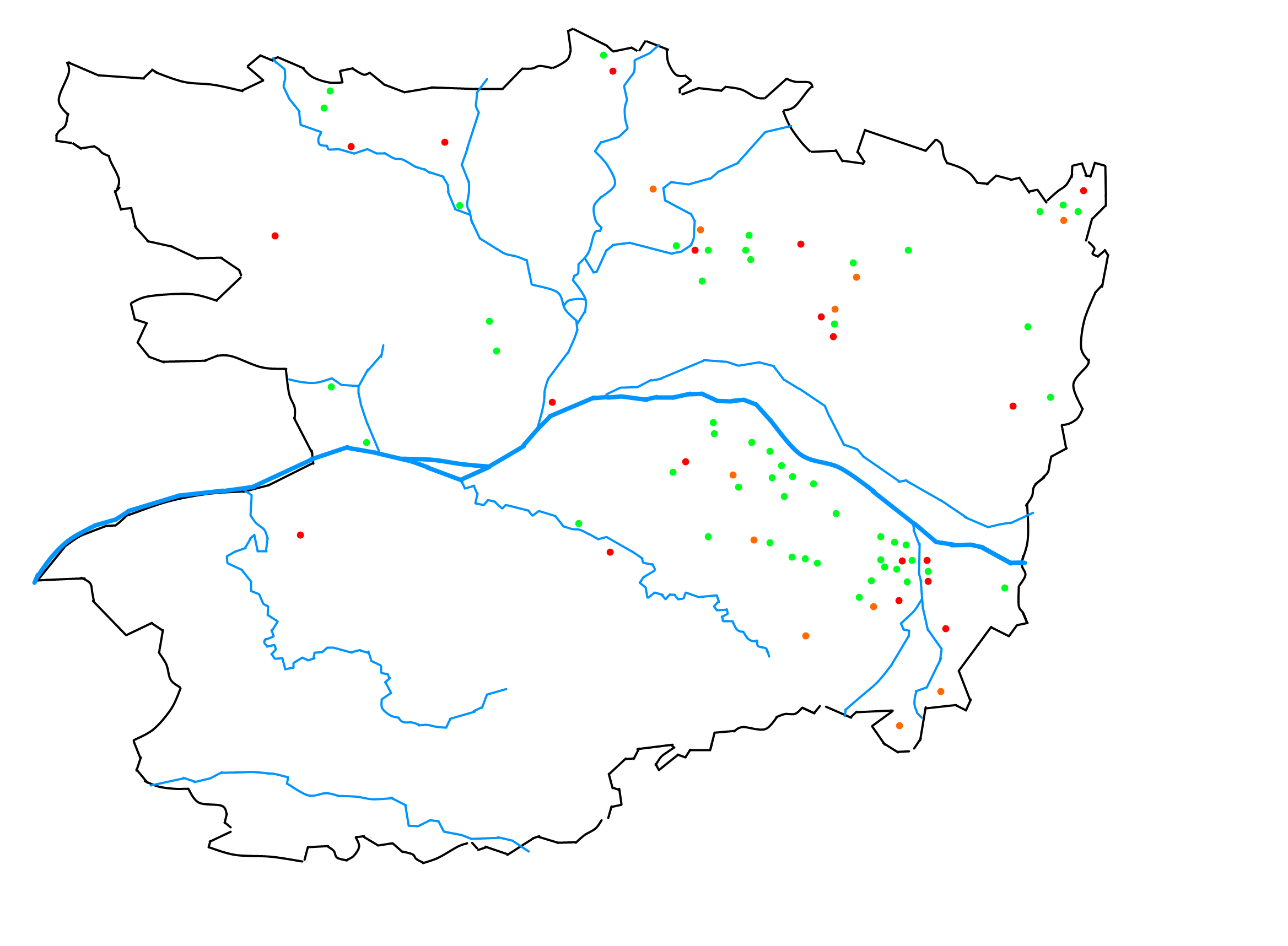
Verbreitung von Dolmen in Maine-et-Loire – grün sind erhaltene Anlagen

Der neolithische Dolmen de la Maison des Fées (deutsch Feenhaus) liegt etwa 700 m nordöstlich von Miré an der Straße D7582, nahe der Einmündung in die D 768 (Avenue du Haut d‘Anjou) im äußersten Norden des Département Maine-et-Loire in Frankreich. Dolmen ist in Frankreich der Oberbegriff für Megalithanlagen aller Art (siehe: Französische Nomenklatur). Der ‚Dolmen des Feenhauses‘ ist im Besitz der Gemeinde und seit 1911 als Monument historique eingestuft.
Er besteht aus einer trapezoiden Deckenplatte, die über vier Tragsteinen aus Sandstein ruht. Die Steine im Norden und Südwesten sind besonders groß. Die Kammer war mit etwa 3,0 m nahezu quadratisch und über 2,0 m hoch.
Beim Bau der Straße zu einem unbekannten Zeitpunkt wurden Steine des Dolmens entfernt. Es gibt keine Gegenstände, die bei der Untersuchung des Dolmens gefunden wurden.
Der Legende nach wurde der Dolmen von Feen gebaut. Auf der Deckplatte sollen die Spuren des Kopfes und der Hände einer Fee zu sehen sein. 
Megalithanlagen mit dem Namensteil „Fées“ sind in Frankreich häufig. La Maison des Feins (eigentlich Fées) heißt auch eine Allée couverte bei Le Bourg im Département Ille-et-Vilaine. Der Dolmen Ti Ar Boutiged trägt den Beinamen „La Maison des Fées“.